# Burgstall Bürgl
Der Burgstall Bürgl bezeichnet eine abgegangene vermutlich mittelalterliche Höhenburg in der Ackerflur Burgl, rund 490 Meter südsüdwestlich der Ortsmitte von Haslarn in der Gemeinde Neunburg vorm Wald im oberpfälzischen Landkreis Schwandorf in Bayern, Deutschland. Erhalten hat sich von der Anlage  nur ein Ringwall. Die Burgstelle ist als Bodendenkmal Nummer D-3-6640-0007: „Mittelalterlicher Burgstall Bürgl“ geschützt.

## Geschichte und Beschreibung
Über diese Hangburg sind keine geschichtlichen oder archäologischen Informationen bekannt, sie wird grob als mittelalterlich datiert. 1925 wurde sie auch als „Hussitenschanze bei Haslarn“ bezeichnet.
Der heute bewaldete Burgstall befindet sich auf rund 440 m ü. NN Höhe unmittelbar westlich des Quellteiches des Haslarner Baches, am Südosthang eines flachen, nach Süden gerichteten, landwirtschaftlich genutzten Bergzuges. Seine Ostseite wird durch ein kleines Tal geschützt. Die Burgstelle ist von einem kreisrunden Ringwall mit einem Durchmesser von 75 Metern, gemessen an den Wallkronen, umzogen. Die Höhe des Ringwalles beträgt außen etwa zwei bis vier Meter, innen rund 3,5 Meter. Der ansonsten sehr regelmäßige Ringwall zeigt nur im Südwesten eine geringe Verbreiterung und im Südosten eine fünf Meter breite Plattform. Um die Außenseite dieses Ringwalles zog sich früher als zusätzliches Annäherungshindernis ein Ringgraben, dieser ist heute rundum verfüllt und an der Hangseite im Nordwesten hoch verschüttet.